# Lilimar Hernández
Lilimar Hernández Ruiz (Isla de Margarita, Nueva Esparta, 2 de junio de 2000), más conocida como Lilimar, es una actriz venezolana de ascendencia cubana, conocida por interpretar a Sophie De La Rosa la serie original de Nickelodeon Bella and the Bulldogs.

## Biografía
Lilimar Hernández nació en Isla de Margarita, Nueva Esparta, Venezuela y vivió sus primeros años de vida en la isla neoespartana, antes de mudarse con sus padres a Miami, Florida, quienes vivieron en Venezuela tras la crisis en económica y social en Cuba. Hernández tiene nacionalidad venezolana y estadounidense. Se trasladó a Miami con su familia cuando ella tenía 6 años de edad, y comenzó a tomar clases de actuación a la edad de 9 años. Desde que obtuvo su papel en Bella y los Bulldogs, vive en Los Ángeles con su abuela y su madre.

## Filmografía

### Cine
| Año  | Título           | Papel                 | Notas | Ref.  |
| ---- | ---------------- | --------------------- | ----- | ----- |
| 2013 | The Little Ghost | Marie (voz)           |       | [ 2 ] |
| 2014 | Pedro Pan        | Elena                 |       | [ 2 ] |
| 2014 | Last Children    | Hiyas                 |       | [ 3 ] |
| 2024 | Inside Out 2     | Valentina "Val" Ortiz |       |       |

### Televisión
| Año             | Título                         | Papel       | Notas                                                  | Ref.        |
| --------------- | ------------------------------ | ----------- | ------------------------------------------------------ | ----------- |
| 2006            | Sábado Gigante                 | Ella misma  |                                                        | [ 2 ]       |
| 2013            | Rosario                        | Elenita     | 1 episodio                                             | [ 1 ] [ 2 ] |
| 2014            | Smart Alec                     | Beth        | Episodio: "Piloto"                                     | [ 4 ]       |
| 2015–16         | Bella and the Bulldogs         | Sophie      | Elenco principal                                       | [ 1 ] [ 2 ] |
| 2017            | Life After First Failure       | Isabella    | Elenco principal                                       |             |
| 2018            | School of Rock                 | Erika       | Episodio: "Not Afraid"                                 |             |
| 2018            | Knight Squad                   | Sage        | Elenco principal                                       |             |
| 2020-2021       | Cleopatra In Space             | Cleopatra   | Elenco principal                                       |             |
| 2020            | Group Chat with Jayden & Brent | Ella misma  | Episodio: "Halloween – Sliming For Apples"             |             |
| 2020            | Hubie Halloween                | Coco        | Película para streaming                                |             |
| 2021            | Side Hustle                    | Buckles     | Episodios: "Phantom of the Moorey", "Juckles"          |             |
| 2021            | Country Comfort                | Maria       | Episodios: "You Matter to Me", "Bless the Broken Road" |             |
| 2021            | Guilty Gear -STRIVE-           | Giovanna    | Videojuego                                             | [ 5 ]       |
| 2022            | ¡Baymax!                       | Sofia       | Episodios: "Sofia", "Baymax"                           | [ 6 ]       |
| 2022 - presente | Batwheels                      | The Batwing | Papel de voz principal                                 |             |
| 2025            | Harley Quinn                   | Sophia      | Voz, reemplaza a Sammi Corona-Lampa                    |             |
| 2025            | The Thundermans: Undercover    | Kitty Claw  | Episodio: "Not So Fast and Furious"                    |             |

## Premios y nominaciones
| Año  | Premio                    | Categoría                        | Trabajo                | Resultado | Ref.        |
| ---- | ------------------------- | -------------------------------- | ---------------------- | --------- | ----------- |
| 2015 | 30th Annual Imagen Awards | Mejor actriz joven de televisión | Bella and the Bulldogs | Ganadora  | [ 1 ] [ 7 ] |